# Paulinerkloster Bonndorf

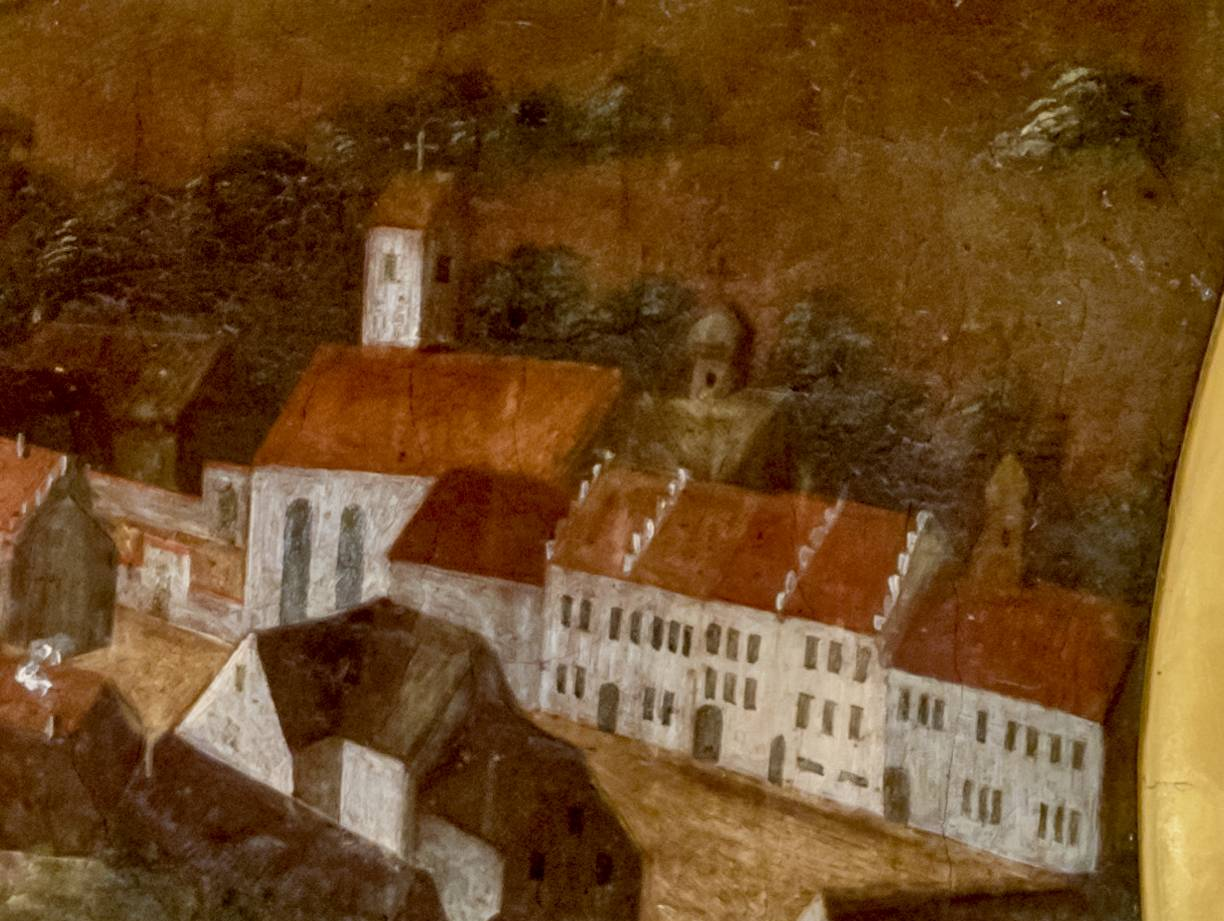
Kloster- und Pfarrkirche St. Peter und Paul mit dem sich anschließenden Paulinerkloster im heutigen Martinsgarten (Ausschnitt aus einer Supraporte in Schloss Bürgeln)

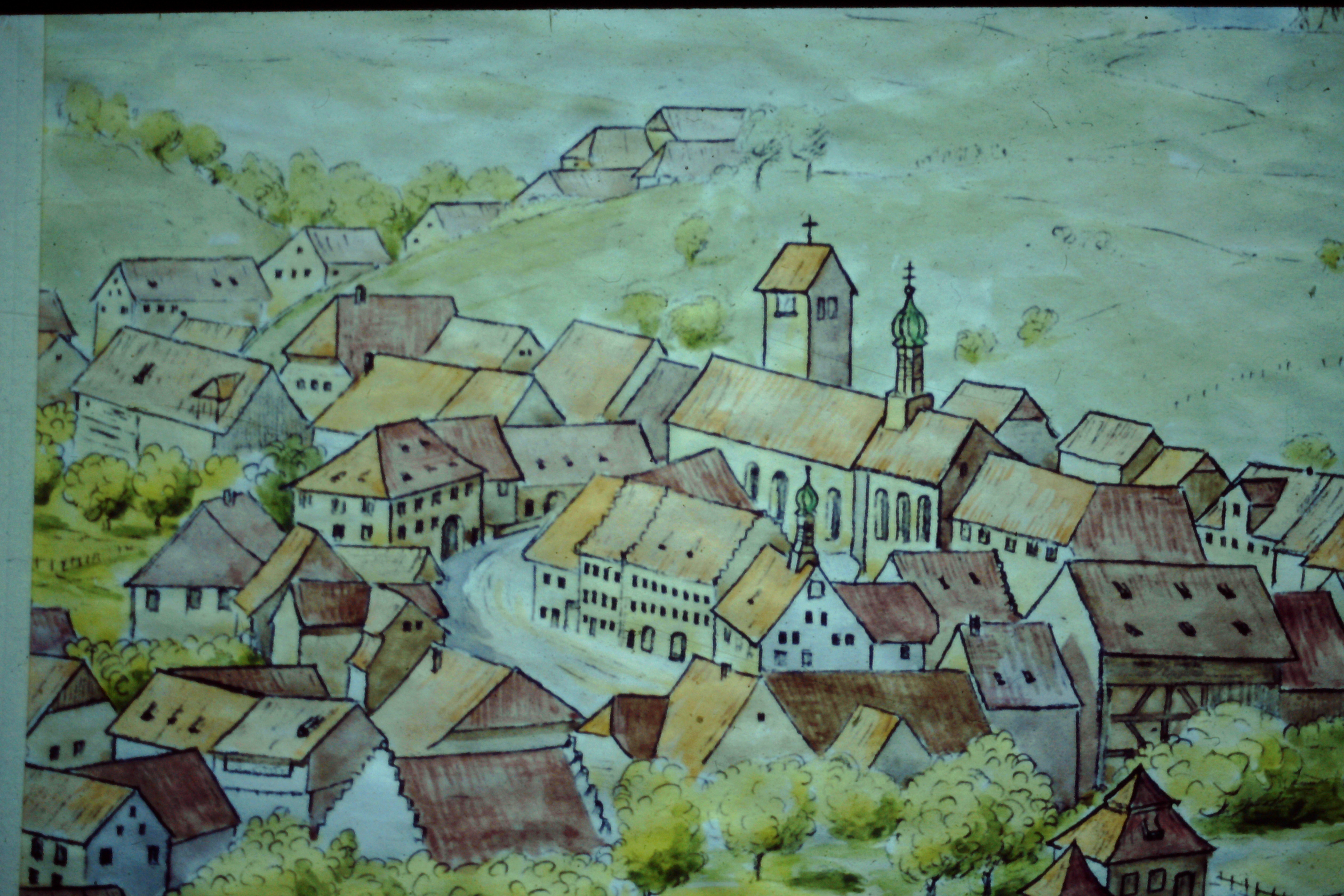
Bonndorf mit Pfarr- und Klosterkirche und dem sich anschließenden Klostergebäude um 1815 (nachgemalte und kolorierte Fassung einer Zeichnung von Josef Köpfer)

Das Paulinerkloster Bonndorf war ein Kloster der Pauliner in Bonndorf im Schwarzwald im Landkreis Waldshut in Baden-Württemberg.

## Geschichte

### Anfänge
Der nur mehr in Abschriften erhaltene Stifterbrief stammt vom 30. Oktober 1402. Freiherr Rudolf von Wolfurt und seine Gemahlin Elisabeth von Krenkingen schenkten darin die Kirche St. Peter und Paul inklusive der dazugehörigen Patronatsrechte mit Zustimmung ihres Sohnes Wolf, dem Schultheiß und Rat sowie der Pfarrkirche. Im Gegenzug verpflichtete sich der Orden zur Pastoration der Pfarrei, Lesung einer Jahrtagmesse für die Stifter und Schirmer und der Übernahme der üblichen Lasten. Die Stifter erhielten in der Kirche ihre Grablage.
Am 22. Dezember 1402 bestätigte Marquard von Randegg als Bischof von Konstanz im Verein mit dem Domkapitel die Umwandlung der weltlichen Parochial- in eine Klosterkirche und vermehrte die Stiftung, indem er auf seine Anteile an den Einkünften der Bonndorfer Pfarrei verzichtete. Papst Martin V. stellte auf dem Konzil von Konstanz etwa 14 Bullen für die Pauliner aus, in denen er deren Klöster unter besonderen Schutz stellte. Neben den Bullen für Annhausen, Goldbach und Langnau, hat sich jene vom 11. Mai 1418 für das Bonndorfer Kloster erhalten. Im Jahr 1482 brannten die Klostergebäude nieder. Im Zuge des Dreißigjährigen Krieges wurden die meisten Archivalien 1631 zur Sicherheit nach Klingnau (Kloster Sion) verbracht, wo sie 1632 verbrannten.

### St.-Blasianische Herrschaft
Bis 1612 hatte das Kloster St. Blasien die gesamte Reichsherrschaft Bonndorf übernommen. Vom weiteren Schicksal von Kirche und Kloster sind vor allem Streitigkeiten bekannt, mit St. Blasien ebenso wie mit der Gemeinde, um Zehntrechte, „Zahlungen an den Meßmer, Schulmeister, Nachtwächter, die Himmelsträger bei Prozessionen, für Gebäudeunterhalt und Kirchenbedarf, (…) Predigten und Beichtbriefe, die Echtheit von Lagerbüchern, die Anfechtung der Wolfurtschen Stiftung, (…) die dem Ortsvorstand versprochenen Fasnachtsküchlein,“ die Verwertung herrenloser eiserner Friedhofskreuze, schließlich das Kirchenasyl. Nach dem kanonischen Recht besaß das Paulinerkloster als heilige Stätte dieses Privileg. Asylanten durften weder mit List noch mit Gewalt fortgeschafft werden. Der Abt von St. Blasien befand sich in einem Interessenkonflikt. Als kirchlicher Würdenträger musste er alles unterlassen, was als Angriff auf das von der katholischen Kirche verteidigte Recht angesehen werden konnte; als Gerichtsherr musste er ein Ausufern der Asylpraxis verhindern. In einem Vertrag vom 10. März 1668 unter Abt Otto III. einigte man sich, dass Kirche und Kloster nebst Garten Freistatt für Delinquenten sein sollten, die eine Lebens- oder Leibesstrafe zu erwarten hatten, nicht aber für andere, wie von ihren Gläubigern bedrängte Schuldner. Zudem wurde den Paulinern das Schulrecht zugestanden.
Das Sägewerk Steinen Seege war 1697 im Besitz des Paulinerklosters Bonndorf. Von 1721 bis 1732 war Columban Reble zum Oberpfleger berufen. Mit Martin Gerbert, der die Pauliner 1789 mit dem Bau des Spital- und Arbeitshaus betraute, endeten die Streitigkeiten weitgehend. Das Spital Bonndorf zählt aus heutiger Sicht zu den ersten moderneren Krankenhäusern. Das seit 1662 bestehende Siechenhaus (Leprosorium) in Wellendingen wurde aufgelöst. Daneben betreuten die Pauliner die Filialkirchen in Wellendingen sowie zeitweise die Pfarrei Boll.
War bis zu Beginn des 18. Jahrhunderts neben dem Prior meist nur ein weiterer Mönch in Bonndorf, wuchs die Zahl danach auf drei bis vier Mönche. Mit dem Jahr 1718 führte der Orden das gemeinsame Chorgebet und die Klausur ein, erstellte 1721 einen Anbau und versuchte selbstständig, das Kloster auf acht Mönche zu vergrößern. Weitere Ausbaupläne scheiterten am Widerstand aus St. Blasien und der Forderung nach Ausbau der unzureichenden Pfarrkirche. Es folgten mehrjährige erfolglose Verhandlungen, um das Konvent in das Kloster Mengen zu verlegen, welches St. Blasien in der Zwischenzeit erworben hatte. 1731 wurde die komplette Pfarr- und Klosterkirche sowie weitere Klostergebäude in Teilen neu erbaut und der Abt von St. Blasien gestattete eine Größe von acht Mönchen, die 1736 auf zehn erhöht wurde. 1739 erhielt das Kloster Reliquien des Katakombenheiligen Donatus, jedoch wurde der Altar 1783 wieder entfernt. 1743 folgte die Errichtung dreier neuer Altäre mit Bildern von Jakob Karl Stauder. Ab 1755 begann die Verehrung einer Kopie des Gnadenbildes von Tschenstochau, dessen Original sich im Kloster auf dem Jasna Góra befindet.
Während die Einkünfte andere Paulinerklöster größtenteils aus Grundbesitz und Feudalabgaben bestanden, bestritt Bonndorf seine Ausgaben zu ungefähr drei Vierteln aus dem Pfarreinkommen, vor allem vom Zehnten. Durch die Koalitionskriege verschlechterte sich die wirtschaftliche Lage des Klosters, sodass ca. 4000 Gulden an Einnahmen Ausgaben von mehr als 5500 Gulden gegenüberstanden. 1802 wurde das Kloster durch St. Blasien gezwungen, die Eigenwirtschaft aufzugeben, die Ausgaben zu reduzieren und drei Mönchen auf auswärtige Seelsorgestellen zu versetzen.

### Auflösung
Nachdem bereits 1785 die Paulinerklöster Langnau und Rohrhalden aufgelöst worden waren und 1802/03 die Klöster Grünwald und Tannheim folgten, war Bonndorf das einzige Paulinerkloster außerhalb von Polen. Mit dem Reichsdeputationshauptschluss von 1803 gelangte Bonndorf und damit auch das Kloster an den Malteserorden, bevor es im Pressburger Frieden Ende 1805 vom Königreich Württemberg beansprucht wurde. Der württembergische Beamte Carl Friedrich von Dizinger erhielt am 30. Juli 1806 den Befehl zur „ungesäumten“ Auflösung der Klöster Bonndorf, Berau, Stockach und Radolfzell, da diese mit der Rheinbundakte bereits wieder an Baden gefallen waren. Als er jedoch am nächsten Tag in Bonndorf eintraf, hatte er sich „aber bald überzeugt, daß die Passiva das Vermögen des Klosters bei weitem überstiegen“ und er ging direkt nach Berau weiter.
Nachdem am 25. März 1807 die Aufhebung des Klosters beschlossen worden war, erfolgte die endgültige Auflösung erst am 23. April 1807. Prior und Subprior wurden pensioniert, drei ehemalige Mönche sowie zwei Vikare blieben zur Seelsorge in Bonndorf und den restlichen drei Mönchen wurden andere Pfarr- oder Kaplaneistellen zugeteilt. Die „eher unbedeutende Büchersammlung“ sollte an die Universität Freiburg gelangen.

### Nachwirkung
Der Friedhof, der bis sich dahin beim Kloster befunden hatte, wurde 1807 in den heutigen Stadtgarten verlegt, wohin einige Jahre später zudem die Schlosskapelle versetzt wurde. Die erstmals 1783 nachgewiesene Orgel der als Pfarrkirche genutzten Klosterkirche wurde 1834 nach Grafenhausen gegeben, um Platz für die Orgel aus der ehemaligen Klosterkirche Berau zu schaffen.

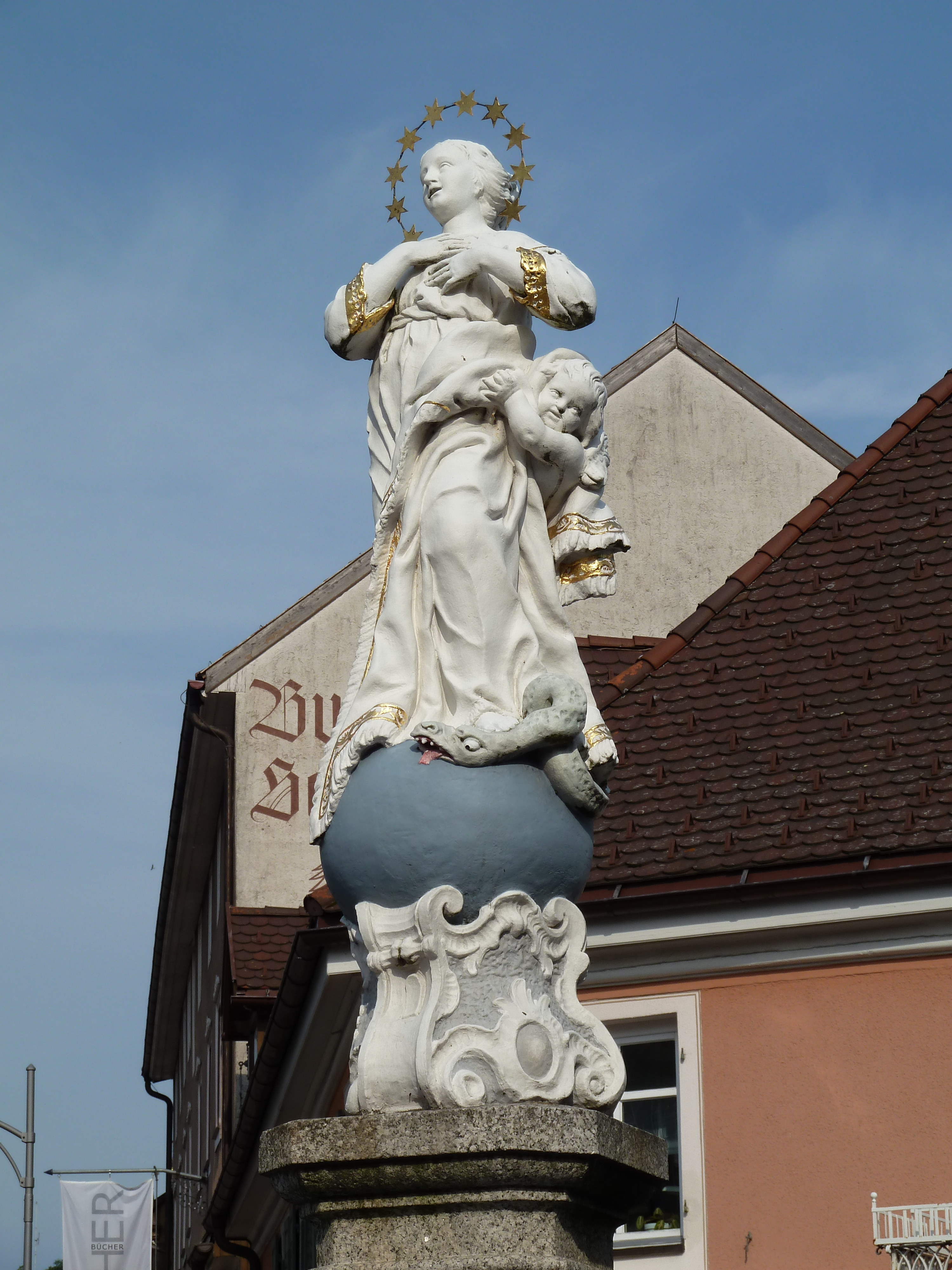
Marienbrunnen

Am Abend des 18. Juli 1842 brach im Wohnhaus des Kirchenfondsverwalters ein Feuer aus, das neben sieben Privathäusern auch den vormaligen zweiflügligen Konventbau und die Pfarrkirche bis auf die Grundmauern zerstörte. Die neue Pfarrkirche St. Peter und Paul wurde 1846 etwas oberhalb des bisherigen Standorts im rechten Winkel zur vorigen Anlage der Grundstein gelegt.
An die Nachfahren des Einsiedlers Paul erinnern heute in Bonndorf nur mehr einige Stapel handschriftlicher Materialien und etliche Bücher. An der Stelle des ehemaligen Klosters befindet sich heute der Martinsgarten mit dem Martin-Gerbert-Denkmal von Franz Xaver Reich. Im Schloss Bürgeln in Schliengen, das 1764 ebenfalls unter Martin Gerbert vollendet wurde, findet sich zudem eine Supraporte, die den Zustand des Paulinerklosters von 1660 zeigt.
Die Figur auf dem Marienbrunnen im Stadtzentrum soll nach Josef Durm aus dem Paulinerkloster stammen. Hans Matt-Willmatt schrieb 1969 in seiner Berauer Dorfchronik, dass „die Marienstatue aus gelbem Sandstein, die im Klostergarten [von Kloster Berau] stand, als Brunnenfigur für den Rathausbrunnen Verwendung“ fand, nachdem der Bonndorfer Gemeinderat dies angefragt hatte.
Die Inkorporation der Pfarrkirche durch das Kloster von 1402 und deren Nachwirken in der Säkularisation waren 1927 Grundlage des Rechtsstreits der Bonndorfer Kirchengemeinde mit dem Großherzogtum Baden, um dessen Beteiligung an Kirchen- und Sakristeiheizung sowie elektrischer Beleuchtung. Dieser Rechtsstreit wurde 1927 durch den Bonndorfer Vergleich beendet.